# جيرارد لاغوس
جيرارد لاغوس (بالإنجليزية: Gerard Lagos)‏ هو لاعب كرة قدم أمريكي في مركز الهجوم، ولد في 25 أغسطس 1968 في سانت بول في الولايات المتحدة. شارك مع منتخب الولايات المتحدة تحت 20 سنة لكرة القدم. أما مع النوادي، فقد لعب مع Minnesota Thunder ‏.

## وصلات خارجية
- جيرارد لاغوس على موقع الاتحاد الدولي (مؤرشف)  (الإنجليزية)
- جيرارد لاغوس على موقع قاعدة بيانات كرة القدم.إي يو (الإنجليزية)